# Operation Dropshot
Operation Dropshot war im Verteidigungsministerium der Vereinigten Staaten der Codename eines Kontingenzplans eines möglichen atomaren sowie konventionellen Krieges gegen die Sowjetunion und ihre Verbündeten. Der Plan wurde 1949 in einer frühen Phase des Kalten Krieges ausgearbeitet und der Geheimhaltungsstatus 1977 aufgehoben. Obgleich das Szenario den Einsatz von Kernwaffen beinhaltete, nahm man nicht an, dass sie eine entscheidende Rolle spielen würden.

## Allgemein
Zur damaligen Zeit war das US-amerikanische Kernwaffen-Arsenal in seiner Größe begrenzt, hauptsächlich auf dem Gebiet der Vereinigten Staaten stationiert und benötigte Bomber für den Abwurf im Zielgebiet. Dropshot enthielt Missions-Profile, nach denen 300 Atombomben und 29.000 hochexplosive Bomben auf 200 Ziele in 100 Städten abgeworfen würden, um 85 % der industriellen Kapazität der Sowjetunion in einem einzigen Schlag zu vernichten. Zwischen 75 und 100 der 300 Kernwaffen würden benutzt werden, um sowjetische Kampfflugzeuge bereits am Boden zu zerstören.
Planspiele des amerikanischen Generalstabs rechneten damit, dass bei einer Luftoffensive gegen die Sowjetunion die Luftstreitkräfte Verluste von 55 % ihrer verfügbaren Stärke erleiden würden und dabei Meutereien unter den Piloten auftreten würden.
Das Szenario stammt noch aus der Zeit vor der Entwicklung von Interkontinentalraketen und enthielt sogar eine Anmerkung, dass der gesamte Plan ungültig würde, falls einmal Raketen ein preiswertes und effektives Mittel würden, um Kernwaffen ins Ziel zu bringen. Diese Dokumente wurden später freigegeben und unter dem Namen Dropshot: The American Plan for World War III Against Russia in 1957 (ISBN 0-8037-2148-X) veröffentlicht.
Laut Bernd Greiner und Kurt Steinhaus führte der 1957, dem Stichjahr von Dropshot, gestartete erste künstliche Erdsatellit Sputnik 1 zu einem heilsamen Schock für die Planer des Atomkriegs gegen die Sowjetunion.